# SC Condor Hamburg
Sport Club Condor von 1956 e.V. é uma agremiação esportiva alemã, fundada a 13 de julho de 1956, sediada em 
Hamburgo.

## História
Foi criado por ex-membros do Farmsener Turnverein. A associação multi-esportiva possui departamentos de boliche, boxe, dança, ginástica, handebol, karatê, Nordic Walking, tênis, tênis de mesa e vôlei. Entre 1977 a 1985 o clube também teve uma equipe de hóquei no gelo que atuou na Regionalliga (IV).
Entre as décadas de 1970 e 1980, o SC integrava a sexta divisão até avançar para a quinta na década de 1990. Atuou uma única temporada na quarta divisão, a Oberliga Hamburgo/Schleswig-Holstein, na temporada 1996-97. O Condor também fez uma aparição na fase de abertura da DFB-Pokal, a Copa da Alemanha, na qual foi eliminado ao ser goleado por 4 a 0 pelo SG Wattenscheid 09. Desde 2007 tem feito parte da Oberliga Hamburg (V) ou Hamburgliga que se tornou uma quinta divisão após a introdução da 3. Liga em 2008.

## Títulos
- Verbandsliga Hamburg (V) Campeão: 1996;
- Landesliga Hamburg (VI) Campeão: 1983, 1991;

## Fonte
- Grüne, Hardy (2001). Vereinslexikon. Kassel: AGON Sportverlag ISBN 3-89784-147-9